# ماری فیلیپس
ماری فیلیپس (انگلیسی: Mary Philips؛ ۲۳ ژانویهٔ ۱۹۰۱ – ۲۲ آوریل ۱۹۷۵) یک هنرپیشه اهل ایالات متحده آمریکا بود.
از فیلم‌ها یا برنامه‌های تلویزیونی که وی در آن نقش داشته است می‌توان به به بهشت واگذارش کن اشاره کرد.